# Historia de los buscadores web
Un navegador web es una aplicación de software para recuperar, presentar y acceder a los recursos de información en la World Wide Web. Además, proporciona la captura o entrada de información que puede devolverse al sistema de presentación y luego almacenarse o procesarse según sea necesario. El método para acceder a una determinada página o contenido se logra introduciendo su dirección, conocido como un Identificador de Recursos Uniforme o URI. Esto puede ser una página web, imagen, vídeo, o cualquier otra pieza de contenido. Los hipervínculos presentes en los recursos permiten a los usuarios para desplazarse fácilmente sus navegadores de internet para los recursos relacionados.
Un navegador web también se puede definir como una aplicación de software o programa diseñado para permitir a los usuarios acceder, recuperar y visualizar documentos y otros recursos en Internet.
Los precursores del navegador web surgieron en forma de hipervínculos en aplicaciones durante mediados y finales de la década de 1980, y después de estos, a Tim Berners-Lee se le atribuye el desarrollo en 1990, el primer servidor weby el primer navegador web, llamado WorldWideWeb (sin espacios) y más tarde cambió su nombre a Nexus. Muchos otros se desarrollaron rápidamente, con Marc Andreessen's 1993 Mosaico (después de Netscape), siendo particularmente fácil de usar y de instalar, y acredita a menudo con chispas del auge de internet en la década de 1990. Hoy en día, los navegadores web más importantes son Chrome, Safari, Internet Explorer, Firefox, y Edge.
La explosión de la popularidad de la Web fue desencadenada en septiembre de 1993 por la NCSA Mosaic, un navegador gráfico que, finalmente, se quedó en varios puestos de oficina y ordenadores en el hogar. Este fue el primer navegador web con el objetivo de acercar contenidos multimedia a los usuarios no técnicos, y por lo tanto se incluyen imágenes y texto en la misma página, a diferencia de los anteriores navegador diseños; su fundador, Marc Andreessen, también fundó la empresa que, en 1994, publicado en el Netscape Navigator, lo que resultó en uno de los primeros navegador de guerras, cuando terminó en una competencia por el dominio (que perdió) con Microsoft's de Internet Explorer (para Windows).

## Los precursores
En 1984, la expansión de las ideas de futurista Ted Nelson, el programa de esquema comercial DOS Maxthink de Neil Larson agregó saltos de hipertexto con corchetes angulares (adoptados por los navegadores web más recientes) hacia y desde ASCII, lotes y otros archivos de Maxthink de hasta 32 niveles de profundidad. En 1986, lanzó su programa de navegador de red DOS Houdini que admitía 2500 temas conectados con 7500 enlaces en cada archivo junto con enlaces de hipertexto entre un número ilimitado de archivos externos ASCII, por lotes y otros archivos de Houdini, estas capacidades se incluyeron en su entonces popular Programas de explorador de archivos de DOS Shareware HyperRez (residente en memoria) e hipertexto de PC (que también agregó saltos a programas, editores, archivos gráficos que contienen saltos de puntos calientes y archivos de tesauro / glosario con enlaces cruzados). Estos programas introdujeron muchos en el concepto de navegador y 20 años después, Google aún enumera 3.000.000 de referencias a PC Hypertext. En 1989, creó tanto HyperBBS como HyperLan que permiten a múltiples usuarios crear / editar temas y saltos para recocer información y conocimientos, lo que, en concepto, el columnista John C. Dvorak dice hace muchos años.
A partir de 1987, también creó TransText ( procesador de texto de hipertexto) y muchas utilidades para desarrollar rápidamente sistemas de conocimiento a gran escala ... y en 1989, ayudó a producir para una de las ocho grandes firmas contables un sistema de conocimiento integral para integrar todas las leyes contables las regulaciones en un CDROM que contiene 50,000 archivos con 200,000 saltos de hipertexto. Además, el historial de desarrollo de Lynx (un navegador muy temprano basado en la web) indica que el origen de su proyecto se basó en los conceptos de navegador de Neil Larson y Maxthink. En 1989, se negó a unirse al equipo de navegación de Mosaic con su preferencia por la creación de conocimiento / sabiduría en lugar de distribuir información un problema que dice que todavía no se resuelve en la Internet de hoy.
Otro navegador inicial, Silversmith, fue creado por John Bottoms en 1987. El navegador, basado en etiquetas SGML, usó un conjunto de etiquetas del Proyecto de Documento Electrónico de la AAP con modificaciones menores y se vendió a varios de los primeros usuarios. En la época SGML se usaba exclusivamente para el formato de documentos impresos. El uso de SGML para documentos exhibidos electrónicamente marcó un cambio en la publicación electrónica y se encontró con una resistencia considerable. Silversmith incluyó un indexador integrado, búsquedas de texto completo, enlaces de hipertexto entre imágenes, texto y sonido usando etiquetas SGML y una pila de retorno para usar con enlaces de hipertexto. Incluía características que aún no están disponibles en los navegadores de hoy. Estas incluyen capacidades tales como la capacidad de restringir las búsquedas dentro de las estructuras de documentos, las búsquedas en documentos indexados usando comodines y la capacidad de buscar en los valores de atributos de etiquetas y nombres de atributos.
A partir de 1988, Peter Scott y Earle Fogel expandieron el concepto anterior de HyperRez al crear Hytelnet, que agregó saltos a los sitios de telnet ... y que en 1990 ofreció a los usuarios un inicio de sesión instantáneo y acceso a los catálogos en línea de más de 5000 bibliotecas de todo el mundo. La fuerza de Hytelnet fue la velocidad y la simplicidad en la creación / ejecución de enlaces a expensas de una fuente mundial centralizada para agregar, indexar y modificar enlaces de telnet. Este problema fue resuelto por la invención del servidor web.

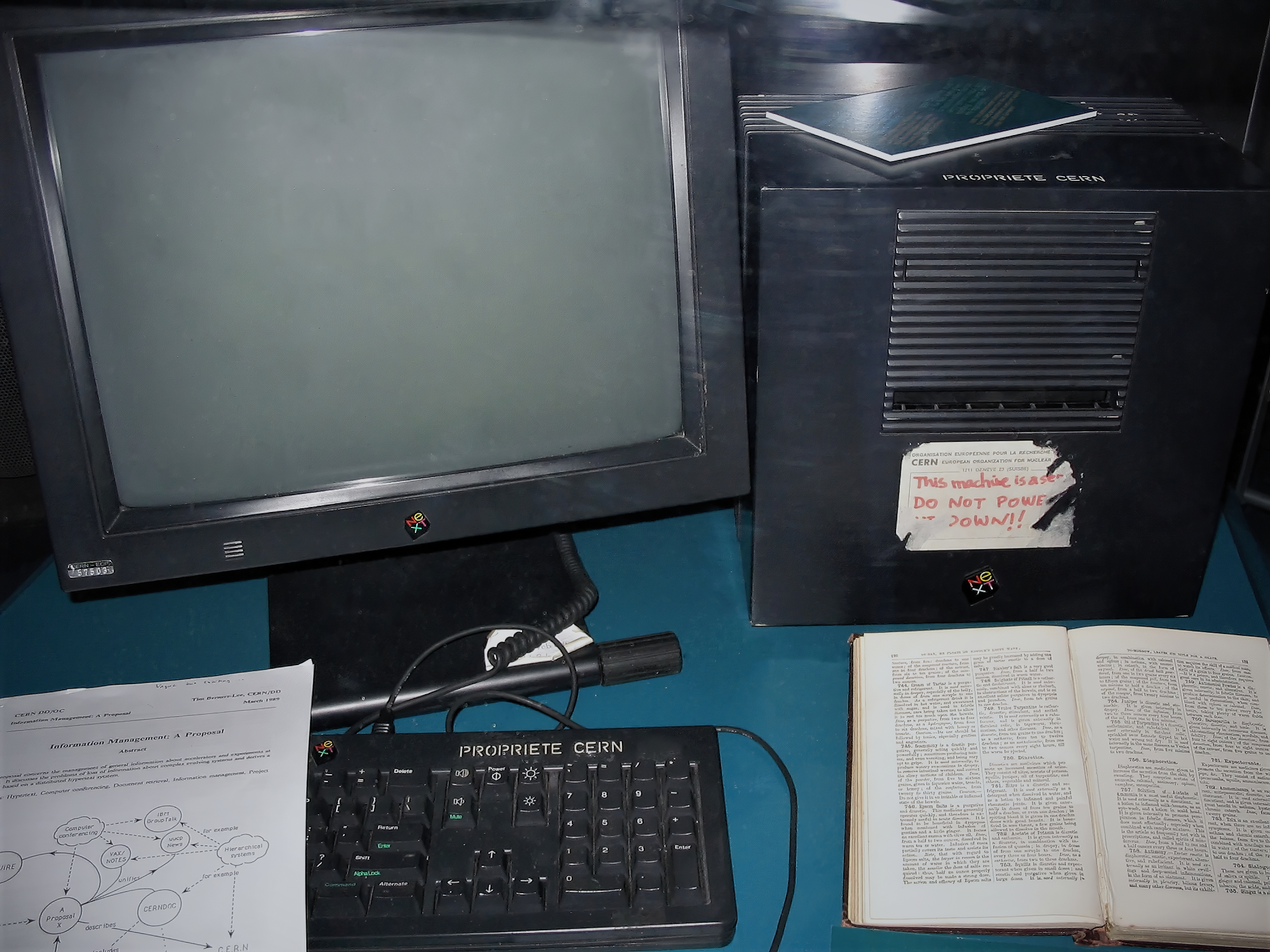
El Siguiente Equipo que Berners-Lee se utiliza como el primer servidor web

En abril de 1990, Craig Cockburn propuso un borrador de solicitud de patente para un dispositivo de consumo masivo para navegar por las páginas a través de los enlaces "PageLink" en la Digital Equipment Corporation (DEC) mientras trabajaba en su división de Redes y Comunicaciones en Reading, Inglaterra. Esta aplicación para un navegador de pantalla táctil sin teclado para consumidores también hace referencia a la "navegación y búsqueda de texto" y "marcadores" ("parafraseados") "reemplazo de libros", "almacenamiento de una lista de compras" "tiene una ronda actualizada actualizada del periódico personalizado el reloj "," mapas actualizados dinámicamente para usar en un automóvil "y sugiere que dicho dispositivo podría tener un" efecto profundo en la industria de la publicidad ". Digital patentó la patente como demasiado futurista y, al estar basada en gran parte en el hardware, tenía obstáculos para comercializar que los métodos puramente basados en software no sufrían.

## A principios de la década de 1990: WWW navegadores
El primer navegador web, WorldWideWeb, fue desarrollado en 1990 por Tim Berners-Lee para la computadora NeXT (al mismo tiempo que el primer servidor web para la misma máquina) y se presentó a sus colegas en el CERN en marzo de 1991. Berners-Lee reclutó Nicola Pellow, estudiante pasante de matemáticas que trabaja en el CERN, escribió el Navegador de modo de línea en un navegador web multiplataforma que mostraba páginas web en terminales anteriores y se lanzó en mayo de 1991.
En 1992, Tony Johnson lanzó el navegador MidasWWW. Basado en Motif / X, MidasWWW permitió la visualización de archivos PostScript en la Web desde Unix y VMS, e incluso manejó PostScript comprimido. Otro de los primeros navegadores web populares fue ViolaWWW, que fue modelado después de HyperCard. En el mismo año se anunció el navegador Lynx, el único de estos primeros proyectos que aún se mantiene y apoya en la actualidad. Erwise fue el primer navegador con una interfaz gráfica de usuario, desarrollado como un proyecto estudiantil en la Universidad de Tecnología de Helsinki y lanzado en abril de 1992, pero suspendido en 1994.
Thomas R. Bruce, del Instituto de Información Legal de Cornell Law School, comenzó en 1992, para desarrollar Cello. Cuando se lanzó el 8 de junio de 1993, fue uno de los primeros navegadores web gráficos y el primero en ejecutarse en Windows: Windows 3.1, NT 3.5 y OS / 2.
Sin embargo, la explosión en la popularidad de la Web fue provocada por NCSA Mosaic, que era un navegador gráfico que se ejecutaba originalmente en Unix y luego se adaptó a las plataformas Amiga y VMS, y luego a las plataformas Apple Macintosh y Microsoft Windows. La versión 1.0 fue lanzada en septiembre de 1993, y fue apodada la aplicación asesina de Internet. Fue el primer navegador web en mostrar imágenes en línea con el texto del documento. Los navegadores anteriores mostrarían un icono que, al hacer clic, descargaría y abriría el archivo gráfico en una aplicación auxiliar. Esta fue una decisión de diseño intencional en ambas partes, ya que el soporte de gráficos en los primeros navegadores estaba destinado a mostrar tablas y gráficos asociados con documentos técnicos mientras el usuario se desplazaba para leer el texto, mientras que Mosaic intentaba llevar contenido multimedia a usuarios no técnicos. . El mosaico y los navegadores derivados de él tenían una opción de usuario para mostrar automáticamente las imágenes en línea o para mostrar un icono para abrir en programas externos. Marc Andreessen, quien era el líder del equipo Mosaic en NCSA, renunció para formar una compañía que más tarde se conocería como Netscape Communications Corporation. Netscape lanzó su producto estrella Navigator en octubre de 1994, y despegó el próximo año.
IBM presenta su propio navegador web con OS/2 Warp en 1994.
UdiWWW fue el primer navegador que era capaz de manejar todos los HTML 3 , con las características matemáticas de las etiquetas lanzado en 1995. Tras el lanzamiento de la versión 1.2 en abril de 1996, Bernd Richter dejó de desarrollo, afirmando que "deje a Microsoft con el ActiveX Kit de Desarrollo de hacer el resto."
Microsoft, que hasta el momento no se había  puesto a comercializa un navegador, finalmente entró en la refriega con su Internet Explorer producto (versión 1.0 fue lanzado el 16 de agosto de 1995), compra de Spyglass, Inc. Esto comenzó lo que se conoce como el "navegador de guerras" en el que Microsoft y Netscape competían por el mercado de navegador de Web.
Los primeros usuarios de la web podían elegir libremente entre los pocos navegadores web disponibles, tal como elegirían cualquier otra aplicación: los estándares web garantizarían que su experiencia siguiera siendo la misma. Las guerras de los navegadores pusieron la Web en manos de millones de usuarios normales de PC, pero mostraron cómo la comercialización de la Web podría obstaculizar los esfuerzos de los estándares. Tanto Microsoft como Netscape incorporaron generosamente extensiones propietarias de HTML en sus productos y trataron de obtener una ventaja por diferenciación de productos, lo que llevó a una web a fines de la década de 1990, donde solo los navegadores de Microsoft o Netscape eran competidores viables. En una victoria para una web estandarizada, las Hojas de estilo en cascada, propuestas por Håkon Wium Lie, fueron aceptadas en las Hojas de estilo JavaScript (JSSS) de Netscape por el W3C.

## A finales de la década de 1990: Microsoft vs Netscape
En 1996, la participación de Netscape en el mercado de los navegadores alcanzó el 86% (con Internet Explorer superando el 10%); pero luego Microsoft comenzó a integrar su navegador con su sistema operativo y agrupó acuerdos con fabricantes de equipos originales. A los 4 años de su lanzamiento, IE tenía el 75% del mercado de navegadores y en 1999 tenía el 99% del mercado. Aunque Microsoft ha enfrentado litigios antimonopolio por estos cargos, las guerras de los navegadores terminaron efectivamente una vez que quedó claro que la tendencia a la baja en la participación de mercado de Netscape era irreversible. Antes del lanzamiento de Mac OS X, Internet Explorer para Mac y Netscape también eran los principales navegadores en uso en la plataforma Macintosh.
Incapaz de continuar financiando comercialmente el desarrollo de su producto, Netscape respondió abiertamente su producto, creando Mozilla. Esto ayudó al navegador a mantener su ventaja técnica sobre Internet Explorer, pero no redujo la disminución de la participación de mercado de Netscape. Netscape fue comprado por America Online a finales de 1998.

## La década del 2000
Al principio, el proyecto Mozilla luchó por atraer desarrolladores, pero para 2002, se había convertido en una suite de internet relativamente estable y poderosa. Mozilla 1.0 fue lanzado para marcar este hito. También en 2002, se lanzó un proyecto derivado que eventualmente se convertiría en el popular Firefox.
Firefox siempre se podía descargar de forma gratuita desde el principio, al igual que su predecesor, el navegador Mozilla. El modelo de negocios de Firefox, a diferencia del modelo de negocios de Netscape de la década de 1990, consiste principalmente en hacer tratos con motores de búsqueda como Google para dirigir a los usuarios hacia ellos.
En 2003, Microsoft anunció que Internet Explorer ya no estaría disponible como un producto independiente, pero sería parte de la evolución de su plataforma Windows, y que no hay más versiones para Macintosh.
AOL anunció que retiraría el soporte y el desarrollo del navegador web Netscape en febrero de 2008.
En la segunda mitad de 2004, Internet Explorer alcanzó una cuota de mercado máxima de más del 92%. Desde entonces, su participación en el mercado ha ido disminuyendo de manera lenta pero constante, y se acerca al 11.8% a partir de julio de 2013. A principios de 2005, Microsoft revirtió su decisión de lanzar Internet Explorer como parte de Windows, y anunció que se estaba desarrollando una versión independiente de Internet Explorer. . Internet Explorer 7 se lanzó para Windows XP, Windows Server 2003 y Windows Vista en octubre de 2006. Internet Explorer 8 se lanzó el 19 de marzo de 2009, para Windows XP, Windows Server 2003, Windows Vista, Windows Server 2008 y Windows 7. Internet Explorer 9, 10 y 11 se lanzaron posteriormente, y la versión 11 se incluye en Windows 10, pero Microsoft Edge se convirtió en el navegador predeterminado allí.
Safari de Apple, el navegador predeterminado en Mac OS X desde la versión 10.3 en adelante, ha crecido hasta dominar la navegación en Mac OS X. Los navegadores como Firefox, Camino, Google Chrome y OmniWeb son navegadores alternativos para los sistemas Mac. OmniWeb y Google Chrome, al igual que Safari, usan el motor de renderizado WebKit (bifurcado de KHTML), que está empaquetado por Apple como un marco para el uso de aplicaciones de terceros. En agosto de 2007, Apple también implementó Safari para su uso en los sistemas operativos Windows XP y Vista.
Opera se lanzó por primera vez en 1996. Era una opción popular en dispositivos de mano, particularmente teléfonos móviles, pero sigue siendo un jugador de nicho en el mercado de navegadores web para PC. También estaba disponible en las consolas DS, DS Lite y Wii de Nintendo. El navegador Opera Mini utiliza el motor de diseño Presto como todas las versiones de Opera, pero se ejecuta en la mayoría de los teléfonos que admiten Java MIDlets.
El navegador Lynx sigue siendo popular para los usuarios de shell de Unix y para usuarios con problemas de visión debido a su naturaleza completamente basada en texto. También hay varios navegadores en modo texto con características avanzadas, como w3m, Enlaces (que pueden funcionar tanto en modo gráfico como en texto), y las bifurcaciones de Enlaces, como ELinks.

## Las relaciones de los navegadores
Un número de los navegadores web se han derivado y se ha diversificado a partir del código fuente de las versiones anteriores y de los productos.

## Histórica de los navegadores web
Esta tabla se centra en el sistema operativo (OS) y los navegadores de 1990 a 2000. El año indicado para una versión suele ser el año del primer lanzamiento oficial, y el final del año finaliza el desarrollo, el cambio del proyecto o la terminación relevante. El enfoque actual son las versiones del sistema operativo y el navegador desde principios de los años 90 hasta antes del período 2001–02.